# Provincia fitogeográfica de las yungas

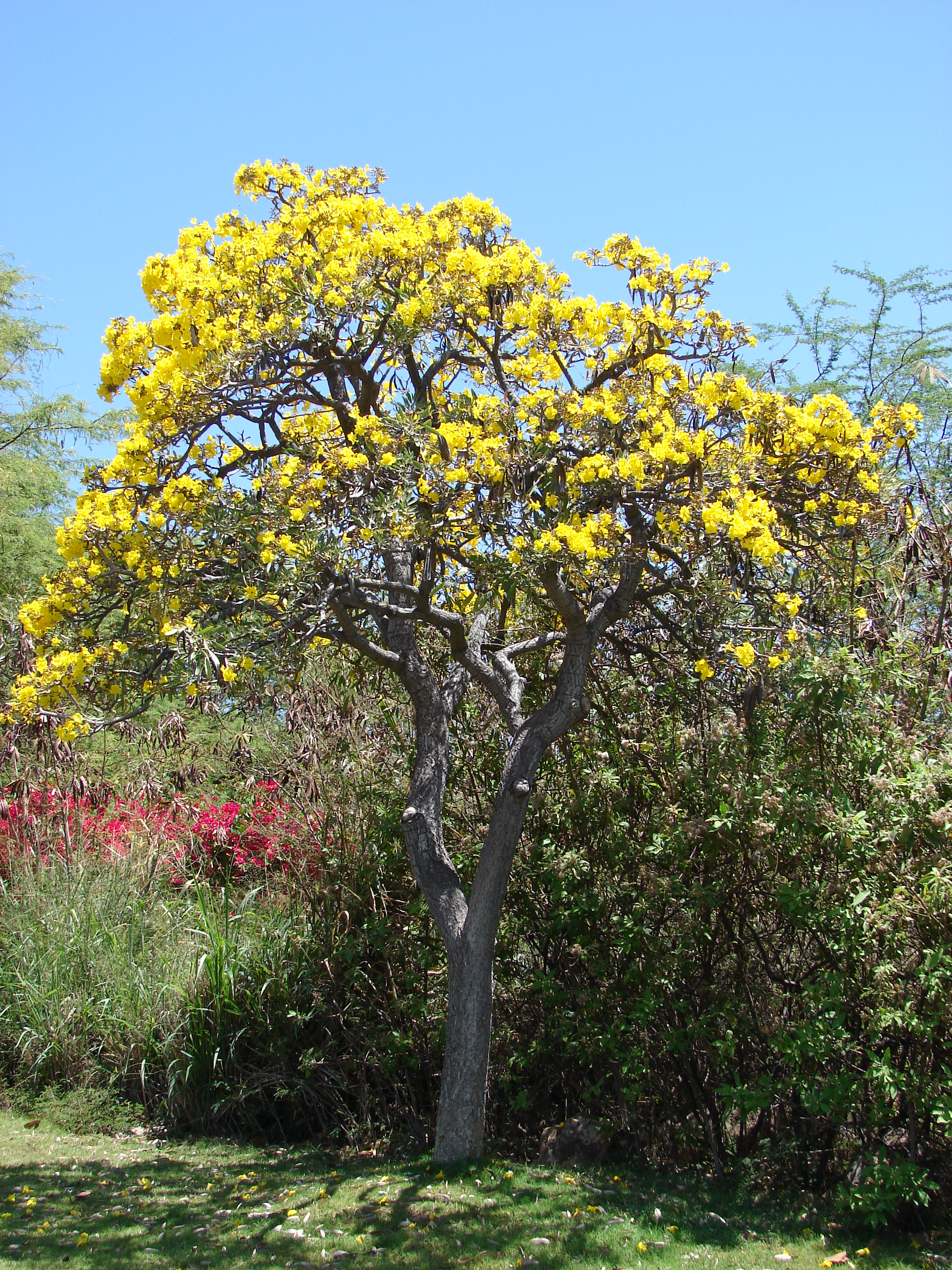
El lapacho amarillo (Tabebuia aurea) es un árbol típico del Distrito fitogeográfico de la Selva Pedemontana.

La provincia fitogeográfica de las Yungas es una de las secciones en que se divide el Dominio fitogeográfico Amazónico. Se ubica en los primeros contrafuertes del noroeste de la Argentina y el sur de Bolivia, en el centro-oeste de América del Sur. Esta Provincia fitogeográfica constituye el extremo Sur de las formaciones de selvas Andinas Yungueñas, forestas de montaña que desde Venezuela se desarrollan sobre las laderas orientales de la cordillera de los Andes. Incluye en su mayor parte, según el gradiente altitudinal, formaciones de selvas caducifolias, nuboselvas de montaña, bosques templados de altitud, y pastizales de alta montaña. Se calcula que la habitan cerca de 3000 especies de plantas vasculares, de las cuales más de 230 de ellas son especies arbóreas, con abundantes endemismos, a causa de una evolución biogeográfica relativamente independiente a la de las áreas vecinas. El WWF la considera una ecorregión denominada Yungas australes.

## Sinonimia
También llamada: Formación tropical, Bosques serranos tropicales del noroeste, Bosques tropicales higrófilos, Selva tucumano-oranense, Selva tucumano-salteña, Selva tucumano-boliviana, Selva tropical tucumano-boliviana, Provincia tucumano-boliviana, Provincia tropical occidental, Selva tropical serrana, Selva tucumano-tarijeña, Yungas Andinas, Yungas del Norte Argentino, Nuboselva, Provincia Montaneña de Yungas, Yungas en sentido estricto, etc. El WWF la denomina Southern Andean Yungas (Yungas andinas del sur).

## Distribución

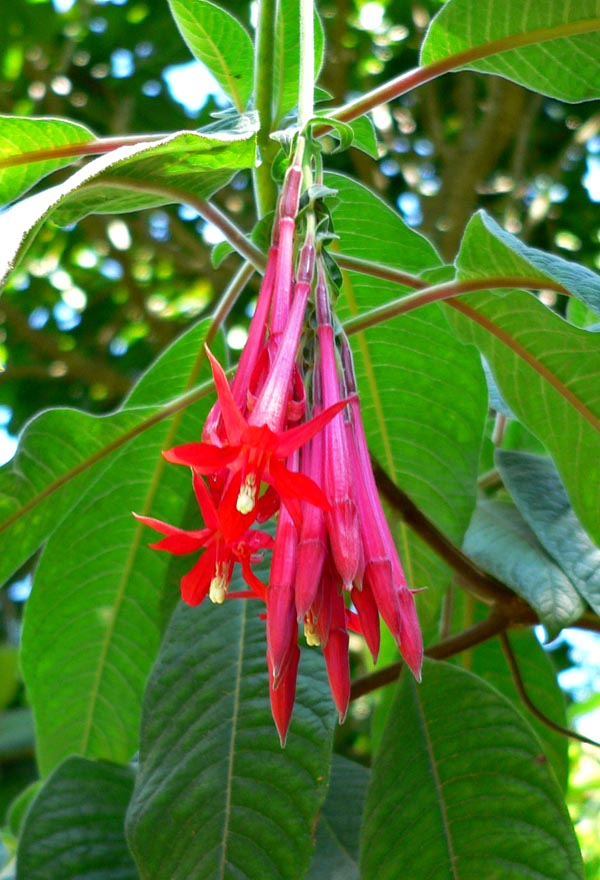
El chilco de la yunga (Fuchsia boliviana) es un arbusto característico de esta formación.

Según la clasificación de Ángel Lulio Cabrera, esta Provincia fitogeográfica comprende las selvas que se extienden de norte a sur (hasta el paralelo 28 sur) como una franja estrecha de 50 km de ancho promedio, ocupando quebradas y faldeos sobre la Cordillera Oriental, la precordillera Salto-jujeña, las Sierras Subandinas, y las sierras Pampeanas, en las provincias de: Jujuy, Salta, Tucumán, Catamarca, concluyendo en el noreste de La Rioja por el sur, y en el oeste de Santiago del Estero por el sudeste.
También se desarrolla en el sur de Bolivia, en el departamento de Tarija y en el departamento de Chuquisaca; hacia el norte continúa la nuboselva, ya con otras características, estructura, y componentes, hasta alcanzar los Andes de Venezuela, finalizando en la región de Los Llanos.
Las altitudes van desde los 350 m s. n. m. hasta los 3000 m s. n. m.

## Límites
Al este limita con el Distrito fitogeográfico Chaqueño Occidental y con el Distrito fitogeográfico Chaqueño Árido, ambos pertenecientes a la Provincia fitogeográfica Chaqueña. Al oeste limita con la Provincia fitogeográfica Prepuneña y con la Provincia fitogeográfica Puneña.

## Afinidades florísticas
Este Distrito fitogeográfico guarda estrecha relación con las formaciones de selvas Andinas Yungueñas, forestas de montaña que desde Venezuela se desarrollan sobre las laderas orientales de la cordillera de los Andes. La vegetación del bosque montano muestra afinidades con los bosques Neárticos, y austro-gondwánicos, gracias a antiguas migraciones sobre los ambientes más frescos del cordón Andino. Los pastizales herbosos de las posiciones a mayor altitud comparten algunas especies con la puna húmeda de la Provincia fitogeográfica Puneña, así como con los pastizales del tope de las sierras dentro del Distrito fitogeográfico Chaqueño Serrano de la Provincia fitogeográfica Chaqueña. De igual modo, el Distrito fitogeográfico de la Selva Montana repite muchas especies de la Provincia fitogeográfica Paranaense.
Las discontinuas selvas en galería del río Bermejo la han interconectado con el Chaco Oriental en el sector este de las provincias de Chaco, y Formosa, así como en el bajo Chaco Paraguayo.
Algunos géneros que en el Cono Sur son característicos de esta Provincia fitogeográfica son: Tipuana, Cascaronia, Myroxylon, Juglans, Alnus, Phoebe, etc.

## Características
Esta Provincia fitogeográfica se caracteriza por presentar una densa foresta llamada nuboselva, nimbosilva, selva de montaña, selva de niebla o de neblina, formación caracterizada por una alta concentración de niebla superficial a nivel de la canopea, lo que redunda en el crecimiento de una selva de carácter umbrófilo.
Existe una disminución gradual en el número de especies desde el norte hacia el sur.

## Suelos
El suelo es de reacción ácida, del tipo forestal, con tres horizontes: el humífero, el de tierra vegetal, y el más inferior, el de tierra mineral. Los suelos presentan un desarrollo incipiente, con abundante materia orgánica de detritus vegetales sólo en una angosta capa superficial, la cual se encuentra sobre rocas y rodados geológicamente jóvenes, poco consolidados, lo que redunda en derrumbes frecuentes que dejan, en pocos segundos, laderas completas totalmente desnudas de vegetación, aunque posteriormente la selva clima se regenera mediante una específica sucesión vegetal.
Los tipos de suelos dominantes son: los Haplumbreptes énticos, con Hapludalfes údicos como subordinado; los subdominantes Ustortentes líticos, con Haplustoles líticos, Argiustoles líticos y roca como subordinados; y Paleoustoles údicos, con Argiustoles údicos como subordinado.

## Relieve

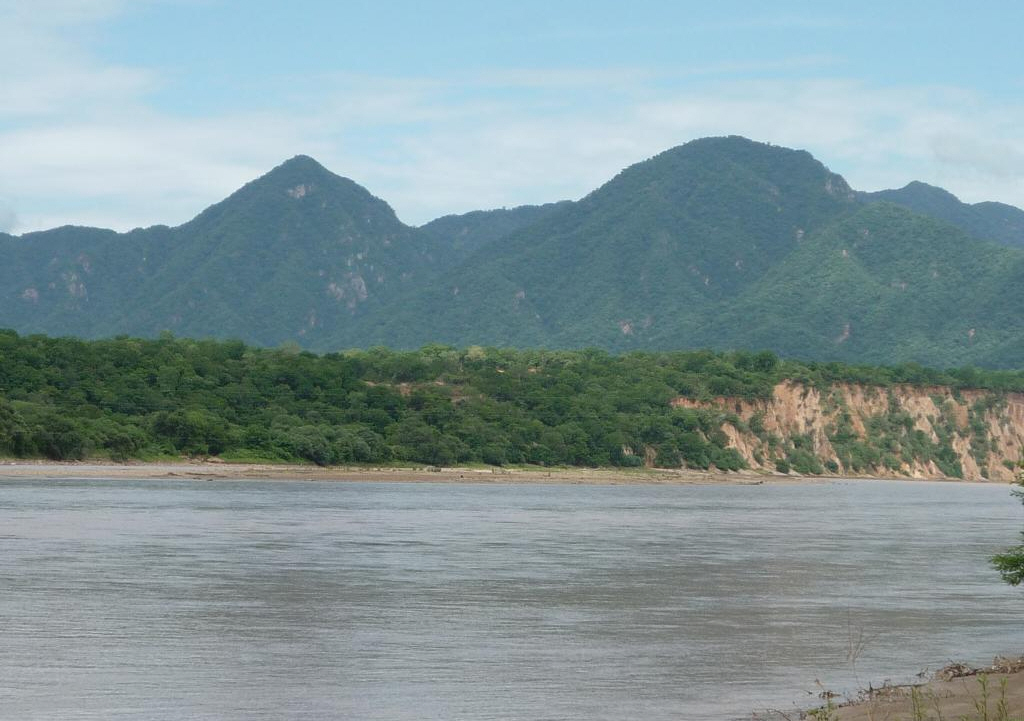
Vista del río Pilcomayo y la Serranía de Aguaragüe que forma parte de Provincia fitogeográfica de las Yungas

El relieve es montañoso y complejo, de estructura accidentada, con valles angostos y profundas quebradas. Gracias a la notable pluviosidad, se genera en las laderas orientales una intrincada red fluvial, con infinidad de ríos, rápidos, torrentes, y cascadas.
Constituye un conjunto orográfico estructurado en fajas de cordones serranos, orientados con rumbo sur, pero morfológicamente diferenciados en función del estilo tectónico y litológico particular de cada uno, con alturas decrecientes de oeste a este.

## Clima
El clima es en general cálido y húmedo a subhúmedo, con frecuentes neblinas, aunque las condiciones de temperatura y humedad varían en razón de la altitud, latitud, posición en el relieve y exposición de las laderas.
Esta región es influida por la depresión ciclónica del Noroeste, lo que genera precipitaciones orográficas estivales, siendo más abundantes cuanto más altas, abruptas, y compactas son las montañas, interceptoras de las corrientes húmedas provienen del lejano anticiclón del Atlántico Sur.
La precipitación anual es del orden de 800 a 1000 mm en la llanura al pie de las primeras montañas, alcanzando en algunos parajes más 3000 mm, a lo que se suma, gracias a la elevada humedad de este ambiente, la condensación y captación de las neblinas, gracias a los enormes tapices de epifitas que cubren por completo cada rama, proveyendo de la humedad necesaria al compensar en los meses invernales la ausencia de precipitaciones, las que por ser un clima monzónico, ocurren en un 90 % en la temporada cálida: de comienzos de noviembre hasta principios de abril, sufriendo durante el invierno y la primavera de una estación seca.
Partiendo desde el pie de las montañas, a unos 350 m s. n. m., a medida que se avanza hacia el oeste y aumenta la altitud los tipos climáticos más característicos son: semitropical continental, subtropical continental, tierra fría baja, tierra fría media, y finalmente tierra fría alta.
La temperatura media anual es de cerca de 22 °C en el pedemonte septentrional, a menos de 13 °C en los pastizales de altura del sector austral.

## Distritos fitogeográficos y sus especies principales
A esta Provincia fitogeográfica es posible subdividirla en varios Distritos fitogeográficos, fruto de las importantes variaciones climáticas originadas por el fuerte gradiente altitudinal, aunque estos se presentan de manera muy variable, según la latitud, la topografía, la orientación de las laderas, etc. Partiendo desde la llanura chaqueña, a unos 350 m s. n. m., a medida que se avanza hacia el oeste aumenta la altitud, lo que va generando los pisos de vegetación siguientes:

### Distrito fitogeográfico de la Selva Pedemontana

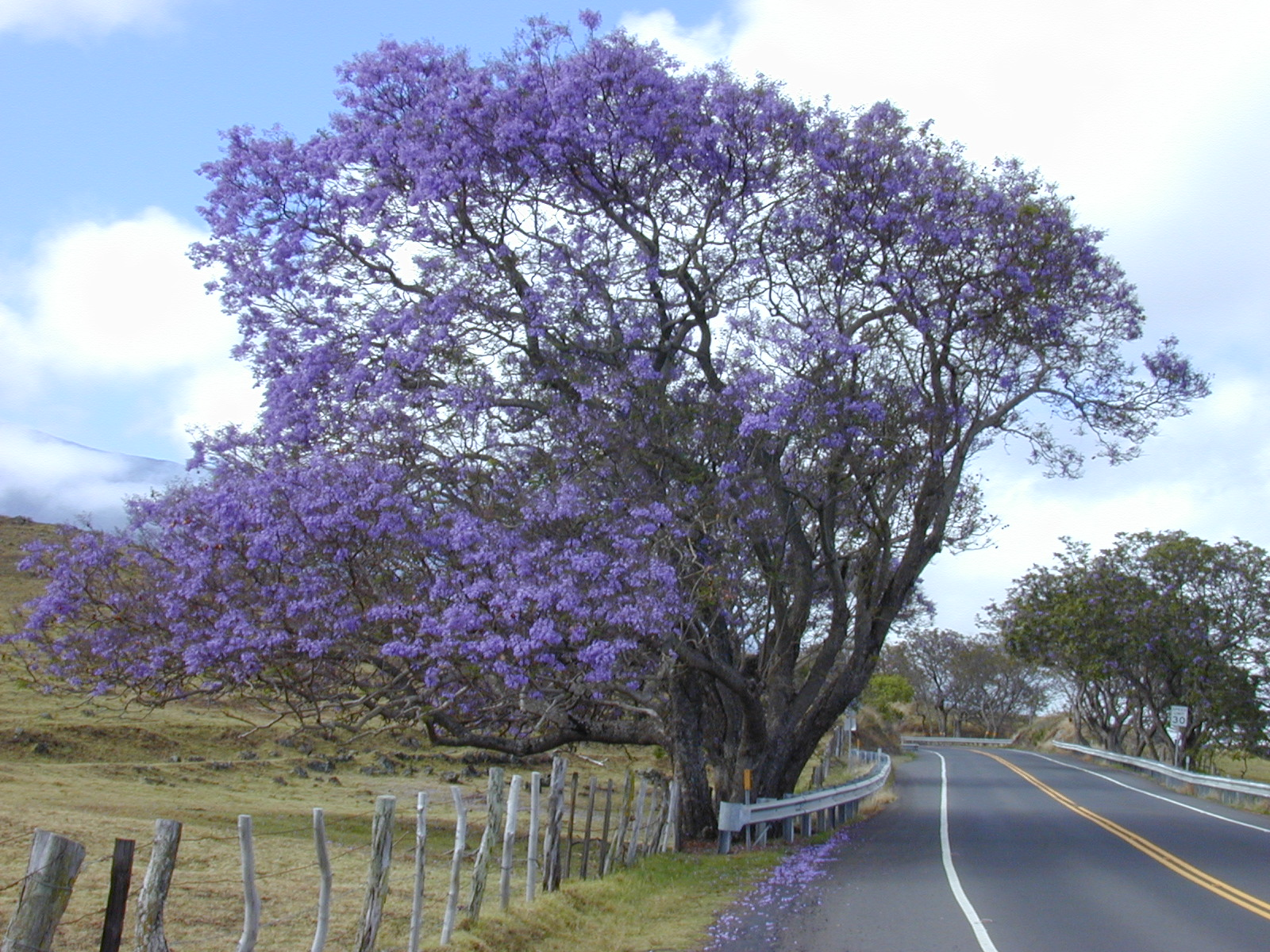
El jacarandá o tarco (Jacaranda mimosifolia), es un árbol característico de esta formación.

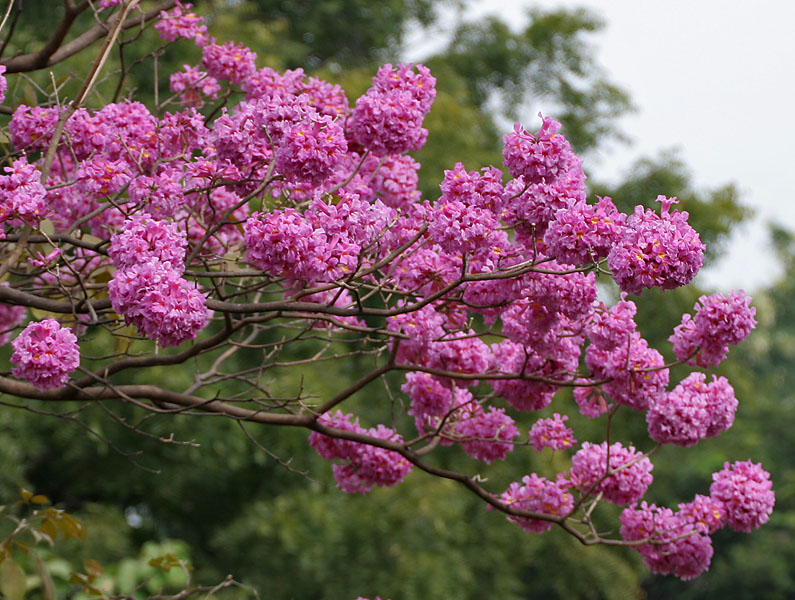
El lapacho rosado (Handroanthus impetiginosus), es una especie arbórea común en estas selvas.

El Distrito fitogeográfico de la Selva Pedemontana es también denominado Distrito fitogeográfico de la Selva de Transición. Esta formación se ubica sobre una llanura ondulada en el piedemonte de las primeras sierras, trepando sólo en las bases de los primeros faldeos. Su rango altitudinal es de 350 m s. n. m. hasta los 500 m s. n. m., llegando raramente hasta los 700 m s. n. m. Su clima es más cálido y más seco que los siguientes distritos, pero sufre de más heladas que el Distrito siguiente. Las lluvias anuales van desde los 700 hasta los 1000 mm, con un fuerte déficit hídrico, de junio a noviembre. Son frecuentes los incendios, a los que esta formación parece estar estructuralmente adaptada. Sus suelos presentan un mayor horizonte humífero, con menos proporción de escombros. En los valles intermontanos, los suelos son de mayor desarrollo, mayormente de tipo residual. Toda esta zona, la más apta para destino agrícola y silvocultural, fue profusamente alterada por la actividad humana. 
Fisionómicamente se presenta como una selva continua, de árboles de entre 25 y 35 metros de altura, con promedios por hectárea de 30 a 50 especies arbóreas con área basal de 30 a 35 m². 
Es importante el estrato de enredaderas, con gruesas lianas. 
Los epifitos son de características xerófilas, con orquídeas de gran tamaño, bromelias, cactáceas, helechos reviviscentes, etc.
El suelo se muestra desnudo por su escasa cobertura herbácea, y poca hojarasca. Más del 70 % de las especies y la mayoría de sus dominantes en el dosel arbóreo son heliófilas y poseen follaje caducifolio, con una fenología marcadamente estacional, al igual que la floración, la que ocurre normalmente en primavera, antes de la nueva brotación. El sistema de dispersión es en especial gracias al viento, madurando en la temporada seca. 
El 30 % de sus especies son exclusivas de este Distrito. Se encuentran al menos 278 especies de leñosas de las cuales 104 son árboles. 
En este Distrito destacan los cedros (Cedrela balansae y Cedrela saltensis), el horco cebil (Parapiptadenia excelsa), la afata (Cordia trichotoma), el lapacho verde (Cybistax antisyphilitica), el jacarandá común o tarco (Jacaranda mimosifolia), el jacarandá (Jacaranda cuspidifolia), los lapachos amarillos (Tabebuia aurea), (Handroanthus ochraceus), el viscote (Acacia visco), la quina colorada (Myroxylon peruiferum), el palo lanza (Patagonula americana), la tipa colorada (Pterogyne nitens), etc.
Dentro de este Distrito se pueden reconocer también, dos variantes.
- En su porción austral, en el sur de Salta hacia el sur, se ubica el subdistrito de la tipa blanca (Tipuana tipu), y el pacará o timbó colorado (Enterolobium contortisiliquum), en el cual ambas especies son las dominantes. Es más frío que el anterior en lo que respecta a mínimas absolutas. Esta formación ha sido prácticamente extirpada por completo por las actividades humanas a partir de la segunda mitad del siglo XX. hacia finales del siglo XIX y principios del XX principalmente para cultivar caña de azúcar y limones.
- En su porción septentrional, en Bolivia hasta la ciudad de San Pedro de Jujuy, encontramos el subdistrito del palo blanco (Calycophyllum multiflorum) y el palo amarillo (Phyllostylon rhamnoides), en el cual ambas especies son las dominantes. Es más cálido que el siguiente, especialmente en lo que respecta a mínimas absolutas, y mucho más biodiverso, contando con 40 especies de árboles exclusivos de este subdistrito. Acompañan: el roble (Amburana cearensis), palmeras como la palma blanca (Copernicia alba), Bactris gasipaes, o la chunta (Acrocomia chunta), el urundel (Myracrodruon urundeuva), el ceibo rosado Erythrina dominguezii, etc. Esta formación está siendo extirpada por las actividades humanas desde finales del siglo XX y en el XXI, principalmente para plantaciones de soja.

Desde fines del siglo XX se ha postulado que esta última formación sería un relicto biogeográfico, pues sus relaciones fitogeográficas lo acercan a otros bosques estacionales sudamericanos, como los de la caatinga brasileña, los de la Península de Guajira, en Venezuela y Colombia y algunos bosques del Chaco Oriental en el sector este de las provincias de Chaco, y Formosa, así como en el bajo Chaco Paraguayo. Estas vinculaciones son tan marcadas por causa de una unión física entre ellos ocurrida a través de Sudamérica en el pasado, con condiciones climáticas adecuadas.

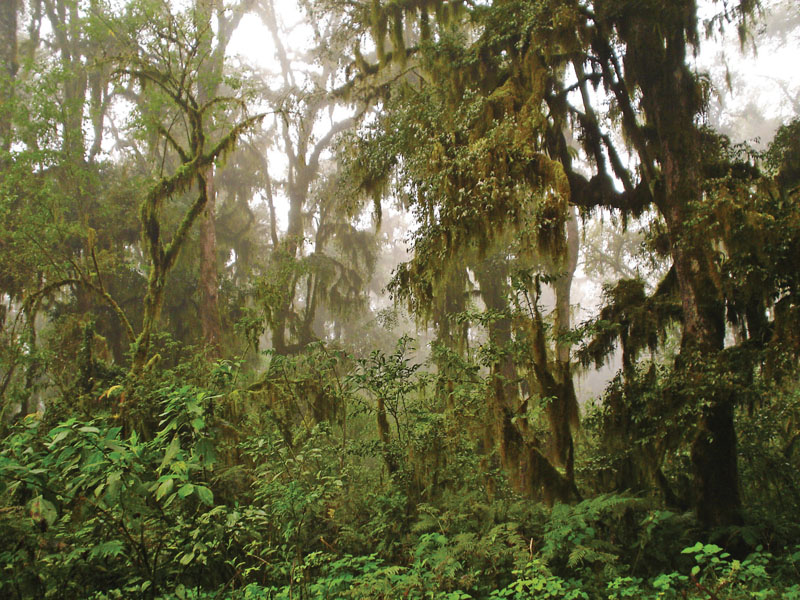
Yungas en la Provincia de Salta, Argentina.

### Distrito fitogeográfico de la Selva Montana
A medida que se asciende por las laderas, el Distrito fitogeográfico de la Selva Montana comienza a hacerse presente,  inmediatamente después de la formación anterior. Su rango altitudinal es de 500 a 1300 m s. n. m., llegando a 1800 m s. n. m. en latitudes menores. Dominan las especies de origen tropical que encuentran en esta Provincia fitogeográfica su límite autal de dispersión; en general, son perennifolias al mantener una estacionalidad hídrica menos marcada que en el Distrito anterior. Es aquí donde la selva adquiere su mayor biodiversidad y desarrollo gracias a las máximas precipitaciones pluviales, las que superan los 3000 mm anuales, con un clima térmico cálido, con raras y suaves heladas debido al deslizamiento del aire frío ladera abajo, lo que produce que algunas quebradas enmarcadas por cordones montañosos en su sector septentrional gozen de mircroclimas tropicales, sin heladas. Sus especies principales son: laureles, horco-molle (o palo barroso), arrayanes, cedros, nogal criollo, quina, cebil, pacará, el lapacho rosado (Handroanthus impetiginosus), el lapacho amarillo (Handroanthus ochraceus), el palo barroso (Blepharocalix salicifolius), los pocoy (Inga edulis, Inga saltensis, y Inga marginata), el ceibo de la selva (Erythrina falcata), etc.
Los frecuentes derrumbes o deslizamientos de las laderas son el detonante al cual responden un conjunto de especies que allí logran su principal reclutamiento poblacional (Bocconia pearcei), (Trema micrantha), el cebil (Anadenanthera colubrina), (Parapiptadenia excelsa), (Mutingia calabura), el guarán amarillo (Tecoma stans), etc.
Dentro de este Distrito se pueden reconocer también, un subdistrito Oranense en su porción septentrional, de flora más diversificada, donde se hacen presentes la maroma (Ficus maroma), variedades silvestres del tabaco (Nicotiana tabacum) y de la papa (Solanum tuberosum), tomate árbol (Cyphomandra betacea), etc.
Asimismo, y especialmente en su porción austral, se observa un subpiso inferior, más cálido, en donde dominan las lauráceas, y un subpiso superior, más frío, en donde dominan las Mirtáceas, el cual va disminuyendo en diversidad con la mayor altitud, hasta que la selva es reemplazada por bosques con sus especies propias.

### Distrito fitogeográfico del bosque montano

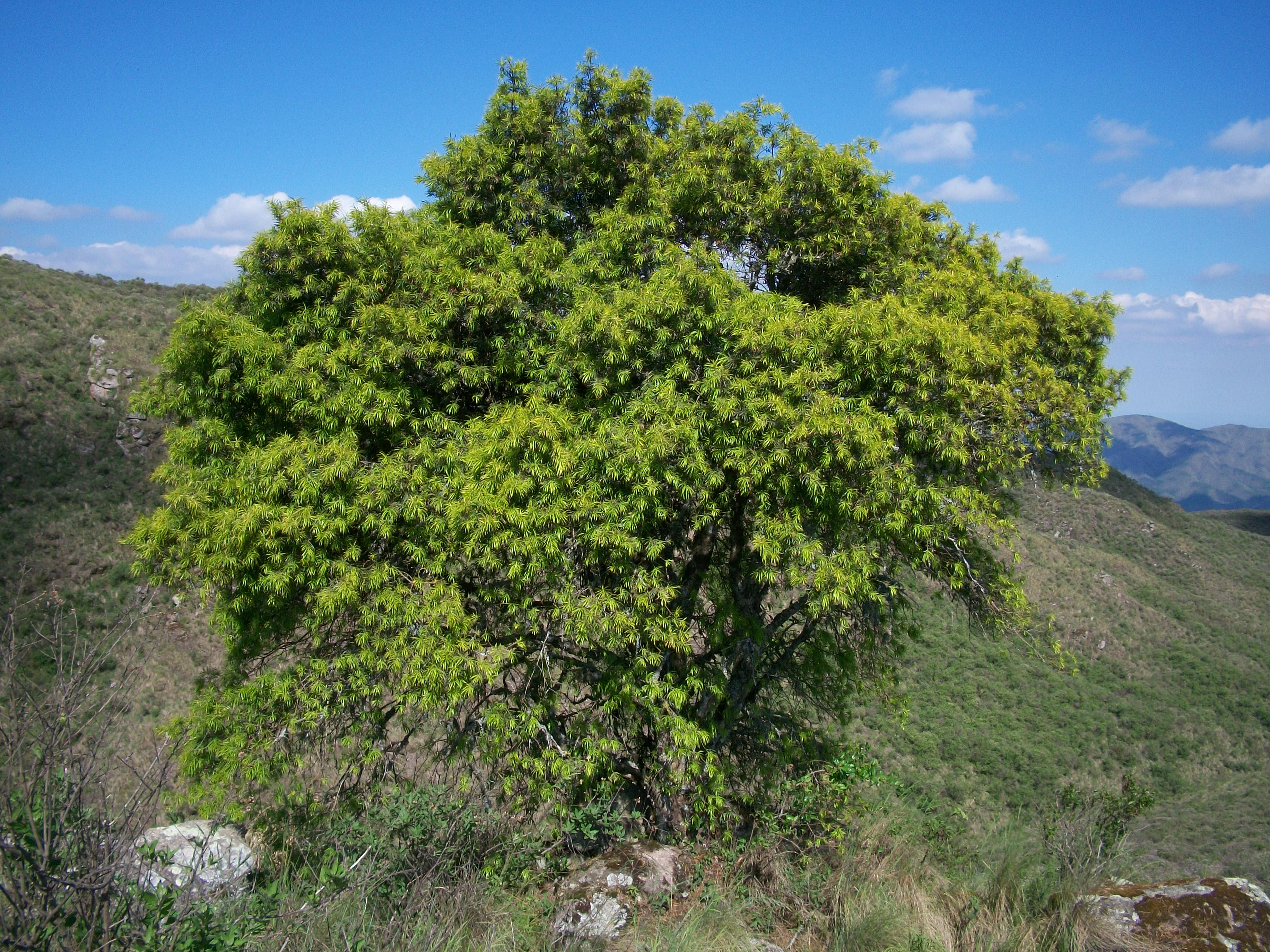
Pino del cerro (Podocarpus parlatorei) en las Sierras de Los Pinos, Balcozna, Catamarca, Argentina, a 1750 m s. n. m. Es un árbol endémico del Distrito fitogeográfico del Bosque Montano.

El distrito fitogeográfico del bosque montano es el piso forestal de mayor altitud de la formación, y representa el piso ecológico del bosque nublado propiamente dicho. Comienza a manifestarse a altitudes de entre 1100 a 1200 m s. n. m., llegando hasta los 2500 m s. n. m., y cerca de los 3000 m s. n. m. en algunas laderas del sector norte. Sus características difieren notablemente de la foresta inmediatamente inferior; con heladas invernales frecuentes, llegando incluso a presentarse copiosas nevadas. Su vegetación muestra afinidades con los bosques Neárticos, y austro-gondwánicos, gracias a antiguas migraciones sobre los ambientes más frescos del cordón Andino. Aquí se encuentran el pino del cerro (Podocarpus parlatorei), el aliso del cerro (Alnus acuminata subsp. acuminata), el nogal criollo (Juglans australis), el cedro (Cedrela lilloi), el sauco (Sambucus), las quéñoas (Polylepis), etc.
El paisaje muestra una heterogeneidad estructural a causa de la dinámica del fuego, empleado por las comunidades locales para renovar las pasturas y mantener el control de los procesos de sucesión secundaria, lo cual genera bosques en distintos estadios sucesionales.
A altitudes mayores de 2000 m s. n. m., y bajo un clima templado-frío y subhúmedo, los bosques comienzan a ser reemplazados por los pastizales de neblina o de altura, que alternan con manchones de bosque montano y arbustales. Aún más arriba, conforman comunidades herbáceas puras, las cuales se unen a los 3000 m s. n. m. con la provincia fitogeográfica puneña.